# Vilagaià
|  | Per a altres significats, vegeu «Serra de Vilagaià». |

Vilagaià és una masia a mig camí dels nuclis de Navàs i Gaià (al Bages) inclosa en l'Inventari del Patrimoni Arquitectònic de Catalunya.

## Arquitectura
És una masia amb la façana orientada a migdia i coberta a doble vessant, les diferents mides dels carreus i la diferent qualitat donen testimoni de les successives ampliacions. La casa-masia de planta rectangular i amb el carener paral·lel a la façana és una de les tipologies que dona menys possibilitats de creixement i d'ampliació de les masies. El dependències per a bestiar i graners tanquen l'era de batre de la casa, cap al 1849.

## Història
La caseria i la propietat de Vilagaià va tenir un moment esplendorós de la seva història quan, l'il·lustrat gironí Francesc d'Assís Delàs i Silvestre (1747-1818), creà a Vilagaià una colònia agrícola dins els seus terrenys. Hi reuní més de vint-i-cinc famílies de colons i els dona casa i terra, dedicant-se a l'explotació dels conreus de vinyes i oliveres. Delàs rebé l'any 1796 el títol de baró de Vilagaià (primerament havia sigut nomenat cavaller el 1774). Els seus descendents conserven el títol de barons de Vilagaià.